# Akabský záliv
Akabský záliv (arabsky خليج العقبة‎, Chalídž ul-Aqabat), též Ejlatský záliv (hebrejsky מפרץ אילת‎, Mifrac Ejlat), je jeden z větších zálivů Rudého moře, se kterým ho spojuje Tiranská úžina. Nachází se mezi Sinajským a Arabským poloostrovem. Na jeho pobřeží se nacházejí státy Egypt, Izrael, Jordánsko a Saúdská Arábie.

## Geografie
Geograficky je záliv částí Velké příkopové propadliny, která na severu prochází od hranic Sýrie a Libanonu, přes údolí řeky Jordán, Mrtvým mořem, Vádím al-Araba k zálivu a na jihu pokračuje do Rudého moře a africkou částí Velké příkopové propadliny.
Záliv je jeden ze dvou zálivů obklopující Sinajský poloostrov. Na západní straně tohoto poloostrova leží Suezský záliv. Akabský záliv měří ve svém nejširším místě 24 km a táhne se od severu v délce 160 km až do míst, kde se přibližují egyptské hranice k hranicím jordánským.
V nejsevernější části zálivu jsou tři důležitá města: Taba v Egyptě, Ejlat v Izraeli a Akaba v Jordánsku. Všechna tato tři města jsou strategicky důležité obchodní přístavy a také populární turistické destinace.

## Turismus
Záliv je, stejně jako pobřežní vody Rudého moře, jednou ze světově nejvyhledávanějších oblastí pro potápění. Tato oblast je zvlášť bohatá na korálové útesy a další mořskou flóru a faunu a vyskytuje se zde množství lodních vraků.